# 2010 w polityce
Wydarzenia polityczne w 2010 roku.

## Styczeń
- 1 stycznia – Hiszpania przejęła przewodnictwo w Radzie Unii Europejskiej[1].
- 17 stycznia:
  - w pierwszej turze wyborów prezydenckich na Ukrainie zwyciężył Wiktor Janukowycz przed Julią Tymoszenko[2].
  - Sebastián Piñera zwyciężył w II turze wyborów prezydenckich w Chile[3].
- 25 stycznia – został stracony Ali Hassan al-Madżid, iracki wojskowy i polityk, kuzyn Saddama Husajna, odpowiedzialny za ataki chemiczne w latach 80[4].
- 26 stycznia – prezydent Mahinda Rajapakse zwyciężył w wyborach prezydenckich na Sri Lance[5].
- 27 stycznia – Porfirio Lobo Sosa objął stanowisko prezydenta Hondurasu, kończąc tym samym kryzys polityczny w tym kraju[6].

## Luty
- 7 lutego:
  - na Ukrainie rozpoczęła się II tura wyborów prezydenckich[7].
  - Laura Chinchilla zwyciężyła w wyborach prezydenckich w Kostaryce[8].
- 8 lutego – zmarł Krzysztof Skubiszewski, były szefem dyplomacji w rządach Tadeusza Mazowieckiego, Jana Krzysztofa Bieleckiego, Jana Olszewskiego i Hanny Suchockiej[9].
- 18 lutego – wojsko w przeprowadzonym zamachu stanu obaliło prezydenta Nigru, Mamadou Tandję[10].
- 25 lutego – Wiktor Janukowycz został zaprzysiężony na prezydenta Ukrainy[11].
- 28 lutego – w Tadżykistanie odbyły się wybory parlamentarne[12].

## Marzec
- 3 marca – Rada Najwyższa Ukrainy wyraziła wotum nieufności dla rządu premier Julii Tymoszenko – za wnioskiem głosowało 243 z 450 deputowanych[13].
- 4 marca – prezydent Faure Gnassingbé zwyciężył w wyborach prezydenckich w Togo[14].
- 6 marca – w referendum na Islandii obywatele odrzucili plan spłaty długów bankowych Holandii i Wielkiej Brytanii[15].
- 7 marca – w Iraku przeprowadzono wybory parlamentarne[16].
- 11 marca:
  - na Ukrainie powołany został rząd premiera Mykoły Azarowa[17].
  - Sebastián Piñera objął stanowisko prezydenta Chile[18].
- 14 marca – w Kolumbii rozpoczęły się wybory parlamentarne[19].
- 31 marca – Andrzej Seremet został prokuratorem generalnym[20].

## Kwiecień
- 6 kwietnia – w Kirgistanie doszło do wybuchu antyrządowych wystąpień, w wyniku których następnego dnia odsunięty od władzy został prezydent Kurmanbek Bakijew[21].
- 8 kwietnia – na Sri Lance odbyły się wybory parlamentarne[22].
- 10 kwietnia:
  - pod Smoleńskiem rozbił się samolot rządowy przewożący delegację polską z prezydentem Lechem Kaczyńskim na pokładzie. Cała załoga i wszyscy pasażerowie zginęli (wśród nich m.in.: prezydent RP Lech Kaczyński, małżonka Prezydenta RP Maria Kaczyńska, były prezydent RP na uchodźstwie Ryszard Kaczorowski, przewodnicząca Naczelnej Rady Adwokackiej Joanna Agacka-Indecka, dowódca Sił Powietrznych RP Andrzej Błasik, wicemarszałek Senatu RP Krystyna Bochenek, posłowie na Sejm RP Leszek Deptuła, Grzegorz Dolniak, Grażyna Gęsicka, Przemysław Gosiewski, Izabela Jaruga-Nowacka, Sebastian Karpiniuk, Aleksandra Natalli-Świat, Arkadiusz Rybicki, Jolanta Szymanek-Deresz, Zbigniew Wassermann, Wiesław Woda, Edward Wojtas, wicemarszałkowie Sejmu RP Krzysztof Putra i Jerzy Szmajdziński, senatorowie RP Janina Fetlińska i Stanisław Zając, szef Sztabu Generalnego Wojska Polskiego Franciszek Gągor, Rzecznik Praw Obywatelskich Janusz Kochanowski, Prezes Instytutu Pamięci Narodowej Janusz Kurtyka, wiceprzewodniczący Rady Ochrony Pamięci Walk i Męczeństwa Stanisław Mikke, prezes Narodowego Banku Polskiego Sławomir Skrzypek, szef Kancelarii Prezydenta RP Władysław Stasiak, szef Biura Bezpieczeństwa Narodowego Aleksander Szczygło, działaczka Solidarności Anna Walentynowicz[23].
  - w wyniku śmierci prezydenta Polski Lecha Kaczyńskiego obowiązki prezydenta przejął marszałek Sejmu Bronisław Komorowski[24]. Tego samego dnia Bronisław Komorowski ogłosił tygodniową żałobę narodową[25].
  - w czasie protestów politycznych w Tajlandii zginęło 25 osób[26].
- 11 kwietnia:
  - na Węgrzech odbyła się I tura wyborów parlamentarnych[27].
  - w Sudanie rozpoczęły się wybory powszechne[28].
- 15 kwietnia – Kurmanbek Bakijew oficjalnie zrezygnował ze stanowiska prezydenta Kirgistanu[29].
- 18 kwietnia – Derviş Eroğlu zwyciężył w wyborach prezydenckich na Cyprze Północnym[30].

## Maj
- 5 maja – w wyborach parlamentarnych na Mauritiusie zwyciężyła rządząca partia premiera Navina Ramgoolama[31].
- 6 maja – w Wielkiej Brytanii odbyły się wybory parlamentarne zakończone wyłonieniem tzw. zawieszonego parlamentu[32].
- 10 maja – na Filipinach odbyły się wybory powszechne[33].
- 11 maja – David Cameron został premierem Wielkiej Brytanii[34].
- 16 maja – na Dominikanie odbyły się wybory parlamentarne[35].
- 17 maja – wyniku kilkudniowych antyrządowych starć w Bangkoku zginęło ponad 30 osób[36].
- 23 maja – odbyły się wybory parlamentarne w Etiopii[37].
- 28–29 maja – odbyły się wybory do Izby Poselskiej Republiki Czeskiej[38].
- 29 maja – Viktor Orbán został premierem Węgier[39].
- 31 maja – prezydent Niemiec Horst Köhler ustąpił ze stanowiska[40].

## Czerwiec
- 1 czerwca – ujawniono stenografy z czarnych skrzynek Tu-154, który rozbił się w Smoleńsku[41].
- 10 czerwca:
  - Marek Belka został nowym prezesem Narodowego Banku Polskiego[42].
  - Irena Lipowicz została wybrana na stanowisko Rzecznika Praw Obywatelskich[43].
- 20 czerwca – w Polsce odbyła się I tura wyborów prezydenckich. Do drugiej tury dostali się: Bronisław Komorowski i Jarosław Kaczyński[44].
- 26 czerwca – zmarł Algirdas Brazauskas, litewski polityk lewicowy, jeden z ojców niepodległej Litwy[4].
- 28 czerwca – zmarł Robert Byrd, amerykański senator Partii Demokratycznej[4].

## Lipiec
- 3 lipca – w Krakowie podpisano aneks do polsko-amerykańskiej umowy o obronie przeciwrakietowej. Aneks wiąże się ze zmianą koncepcji obrony balistycznej USA. Dokument podpisano w obecności Hillary Clinton i Radosława Sikorskiego[45].
- 4 lipca – w Polsce odbyła się druga tura wyborów prezydenckich pomiędzy Bronisławem Komorowskim a Jarosławem Kaczyńskim. Wybory wygrał Bronisław Komorowski, który zdobył 53,01% głosów[46].
- 15 lipca – prezydent Ukrainy Wiktor Janukowycz podpisał ustawę o zasadach polityki wewnętrznej i zewnętrznej wykluczającą wejście Ukrainy do NATO[47].
- 25 lipca – na portalu Wikileaks opublikowano około 77 tysięcy wojskowych dokumentów dotyczących wojny w Afganistanie, obejmujących okres od stycznia 2004 do grudnia 2009 roku[48].

## Sierpień
- 6 sierpnia – Bronisław Komorowski został zaprzysiężony[49].

## Wrzesień
- 24 września – zmarł Giennadij Janajew, rosyjski polityk, przywódca puczu moskiewskiego[4].

## Październik
- 15 października – były wiceminister transportu Eugeniusz Wróbel został zamordowany przez swojego syna[50].
- 19 października – Marek Rosiak zginął w ataku w biurze Prawie i Sprawiedliwości w Łodzi[51].
- 27 października – zmarł Nestor Kirchner, były prezydent Argentyny[4].

## Listopad
- 1 listopada – Dilma Rousseff została prezydentem Brazylii[52].
- 7 listopada – w Mjanmie odbyły się pierwsze od 20. lat wybory parlamentarne[53].
- 11 listopada – parlament Iraku wygrał premiera i prezydenta[54].
- 13 listopada – z aresztu domowego uwolniono Aung San Suu Kyi[55].
- 20 listopada – nowa strategia NATO stwierdziła, że Gruzja zostanie w przyszłości członkiem sojuszu[56].
- 21 listopada – odbyła się I tura wyborów samorządowych w Polsce[57].
- 23 listopada – Korea Północna ostrzelała południowokoreańską wyspę Yeonpyeong[58].

## Grudzień
- 6 grudnia – prezydent Rosji Dmitrij Miedwiediew przyjechał z wizytą do Polski[59].
- 8 grudnia – Bronisław Komorowski przyleciał z oficjalną wizytą do Stanów Zjednoczonych[60].
- 10 grudnia – Pokojową Nagrodę Nobla otrzymał chiński dysydent Liu Xiaobo[61].
- 19 grudnia – na Białorusi odbyły się wybory prezydenckie, które wygrał Alaksandr Łukaszenka[62].